# Nesbyen

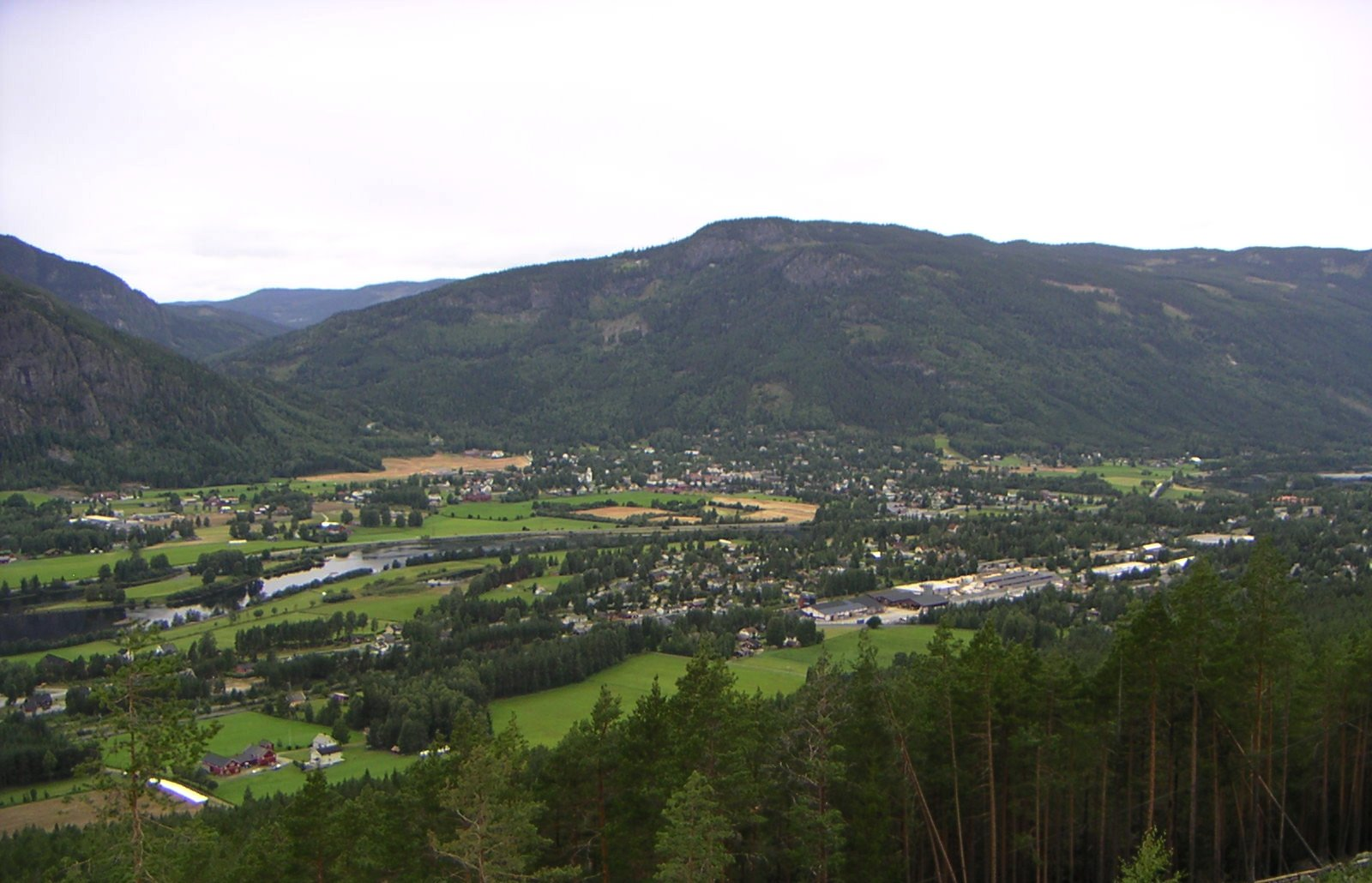
Blick auf Nesbyen

Nesbyen ist eine Kommune der norwegischen Provinz (Fylke) Buskerud. Bis zum 31. Dezember 2019 hieß die Kommune Nes. Die Umbenennung erfolgte, da die beiden Fylker Buskerud und Akershus zum 1. Januar 2020 in Viken aufgingen und in Akershus ebenfalls eine Kommune Nes existierte. Nachdem Buskerud wieder ein eigenständiges Fylke wurde, behielt Nesbyen seinen Namen bei. Verwaltungssitz ist die Ortschaft Nesbyen. An Nesbyen grenzen die Kommunen Gol im Norden, Sør-Aurdal im Osten, Flå im Südosten, Nore og Uvdal im Südwesten und Ål im Westen.
Nesbyen ist eine bedeutende Tourismusgemeinde. Auf beiden Seiten des Tales führen Wege in Gebirgsgegenden mit Hüttensiedlungen. Beispiele sind Imle, Mythe, Fekjan, Saupeset, Liaset, Nystølen, Myking, Ranten, Grønhovd, Liemarka, Thoenmarka und Langevann/Buvannsområdet.
In der Gemeinde sind auch viele Campingplätze vorhanden: Sjong, Sutøya, Nesbyen camping, Liodden camping, Fekjan setercamping und Bromma (Norsentret).
In der Gemeinde wird eine aktive Land- und Forstwirtschaft betrieben, aber die meisten Betriebe sind klein und viele haben einen Zweitarbeitsplatz oder führen den Betrieb in Kombination mit dem Tourismus.
Nesbyen ist ein bedeutendes Handelszentrum.

## Wappen
Beschreibung: In Rot eine linke goldene durchgehende Spitze.

## Geographie
Die meisten Einwohner leben in den Ortschaften Nesbyen, Espeset, Eidal, Sjong, Børtnes, Bromma, Svenkerud und Liodden.

## Persönlichkeiten
- Hans Gude (1825–1903), Maler
- Lars Roar Langslet (1936–2016),  Politiker und Schriftsteller
- Eilif Petersen (1852–1928), Maler
- Fernanda Ytteborg (1869–1954), Kunstsammler
- Amund Grøndahl Jansen (* 1994), Radsportler